# Diamante (catcheur)
Pour les articles homonymes, voir Diamante.
Diamante, né le 14 février 1992 à Monclova, Coahuila, est un catcheur mexicain qui travaille à la Dragon Gate. Il combat masqué et son nom réel n'est pas connu.

## Carrière

### Consejo Mundial de Lucha Libre (2009-...)
Étant un champion en titre de la CMLL, il fait partie des 16 champions qui participent au CMLL Universal Championship 2011 en septembre 2011. Il bat Pólvora au premier tour, mais perd contre La Sombra au deuxième. Le 20 septembre, lui, Ángel de Oro et Rush perdent les Mexican National Trios Championship après 254 jours de règnes contre Los Invasores (Olímpico, Psicosis et Volador Jr.).
Il effectue son premier voyage au Japon en janvier 2012, en prenant part à la tournée Fantastica Mania 2012, organisé par la Consejo Mundial de Lucha Libre en collaboration avec la New Japan Pro Wrestling. Le 21 janvier, lui, Jushin Thunder Liger et Tetsuya Naitō battent Chaos (Shinsuke Nakamura et Yujiro Takahashi) et Mephisto,. Le lendemain, lui, Hiroshi Tanahashi et Tetsuya Naitō perdent contre Chaos (Kazuchika Okada et Shinsuke Nakamura) et Mephisto,.
En janvier 2013, il retourne au japon pour prendre part à la tournée Fantastica Mania 2013. Le 18 janvier, lui, Bushi et Ryusuke Taguchi battent Chaos (Tomohiro Ishii et 
Yujiro Takahashi) et Rey Escorpión.

### Dragon Gate (2019-...)

#### Real Extreme Diffusion (2019–2022)
Le 8 octobre, lui, Big R Shimizu, Eita et Yasushi Kanda perdent contre K-ness, Ryo Saito, Super Shisa et Ultimo Dragon. 
Le 4 décembre, lui et Kazma Sakamoto battent MaxiMuM (Dragon Kid et Jason Lee) et Natural Vibes (Kzy et Susumu Yokosuka),. Lors de Final Gate 2019, lui, H.Y.O et Takashi Yoshida battent Strong Machines (Strong Machine J, Strong Machine F et Strong Machine G) dans un Three-Way Match qui comprenaient également Natural Vibes (Kzy, Genki Horiguchi et Susumu Yokosuka) et remportent les Open the Triangle Gate Championship. Le 7 février 2020, ils perdent les titres contre Toryumon (Ryo Saito, Kenichiro Arai et Dragon Kid) dans un Three-Way Match qui comprenaient également Team Dragon Gate (Keisuke Okuda, Strong Machine J et Yosuke Santa Maria).
Lors de The Gate Of Passion 2020, lui et Takashi Yoshida perdent contre Naomichi Marufuji et Masaaki Mochizuki et ne remportent pas les GHC Tag Team Championship de la Pro Wrestling NOAH.
Lors de Dangerous Gate 2020, lui, Kazma Sakamoto et Takashi Yoshida battent Dragon Gate (Ben-K, Dragon Dia et Strong Machine J) et remportent les Open the Triangle Gate Championship,.

#### Z-Brats (2022-2023)
Le 5 février, à la suite du départ d'Eita, H.Y.O et SB KENTo ont décidé de changer le nom du clan qui s'appellera dorénavant Z-Brats, afin de se démarquer du concept de RED créé par Eita.
Lors de Dead or Alive 2022, lui et Shun Skywalker battent Dragon Dia et Yuki Yoshioka et remportent les Open the Twin Gate Championship,. Le 30 juillet, ils perdent leur titres contre Kung Fu Masters (Jason Lee et Jacky "Funky" Kamei).
Lors de Final Gate 2023, il bat Madoka Kikuta et Shun Skywalker dans un Three Way Match et remporte le Open the Dream Gate Championship.

## Palmarès
- Consejo Mundial de Lucha Libre
  - 1 fois Mexican National Trios Championship avec Ángel de Oro et Rush

- CMLL Guadalajara
  - 1 fois Occidente Heavyweight Championship[22]

- Dragon Gate
  - 1 fois Open the Dream Gate Championship (actuel)
  - 2 fois Open the Triangle Gate Championship avec H.Y.O et Takashi Yoshida (1), et Takashi Yoshida et Kazma Sakamoto (1)
  - 1 fois Open The Twin Gate Championship avec Shun Skywalker

## Récompenses des magazines
- Pro Wrestling Illustrated
  - Classé 273e du classement PWI 500 en 2022[23].